# Commonwealth Games 2014/Wasserspringen
Bei den Commonwealth Games 2014 im schottischen Glasgow fanden im Wasserspringen zehn Wettbewerbe statt, je fünf für Männer und Frauen.
Austragungsort war das Tollcross International Swimming Centre.

## Männer

### Kunstspringen 1 m
| Platz | Land | Sportler        |
| ----- | ---- | --------------- |
| 1     | ENG  | Jack Laugher    |
| 2     | AUS  | Matthew Mitcham |
| 3     | AUS  | Grant Nel       |

Datum: 30. Juli 2014, 18:05 Uhr

### Kunstspringen 3 m
| Platz | Land | Sportler       |
| ----- | ---- | -------------- |
| 1     | MYS  | Ooi Tze Liang  |
| 2     | ENG  | Jack Laugher   |
| 3     | ENG  | Oliver Dingley |

Datum: 31. Juli 2014, 18:05 Uhr

### Turmspringen 10 m
| Platz | Land | Sportler         |
| ----- | ---- | ---------------- |
| 1     | ENG  | Tom Daley        |
| 2     | MYS  | Ooi Tze Liang    |
| 3     | CAN  | Vincent Riendeau |

Datum: 2. August 2014, 19:30 Uhr

### Synchronspringen 3 m
| Platz | Land | Sportler                             |
| ----- | ---- | ------------------------------------ |
| 1     | ENG  | Jack Laugher Christopher Mears       |
| 2     | AUS  | Matthew Mitcham Grant Nel            |
| 3     | ENG  | Nick Robinson-Baker Freddie Woodward |

Datum: 1. August 2014, 11:24 Uhr

### Synchronspringen 10 m
| Platz | Land | Sportler                         |
| ----- | ---- | -------------------------------- |
| 1     | AUS  | Matthew Mitcham Domonic Bedggood |
| 2     | ENG  | Tom Daley James Denny            |
| 3     |      | nicht vergeben                   |

Datum: 1. August 2014, 19:19 Uhr

Da beim Synchronspringen der Herren von der 10-Meter-Plattform nur insgesamt vier Paare an den Start gingen, wurden lediglich die Gold- und die Silbermedaille vergeben.

## Frauen

### Kunstspringen 1 m
| Platz | Land | Sportlerin      |
| ----- | ---- | --------------- |
| 1     | CAN  | Jennifer Abel   |
| 2     | AUS  | Maddison Keeney |
| 3     | AUS  | Esther Qin      |

Datum: 1. August 2014, 18:05 Uhr

### Kunstspringen 3 m
| Platz | Land | Sportlerin      |
| ----- | ---- | --------------- |
| 1     | AUS  | Esther Qin      |
| 2     | CAN  | Jennifer Abel   |
| 3     | ENG  | Hannah Starling |

Datum: 2. August 2014, 18:05 Uhr

### Turmspringen 10 m
| Platz | Land | Sportlerin            |
| ----- | ---- | --------------------- |
| 1     | CAN  | Meaghan Benfeito      |
| 2     | MYS  | Pandelela Rinong Pamg |
| 3     | CAN  | Roseline Filion       |

Datum: 31. Juli 2014, 19:41 Uhr

### Synchronspringen 3 m
| Platz | Land | Sportlerinnen                   |
| ----- | ---- | ------------------------------- |
| 1     | ENG  | Alicia Blagg Rebecca Gallantree |
| 2     | CAN  | Jennifer Abel Pamela Ware       |
| 3     | AUS  | Maddison Keeney Anabelle Smith  |

Datum: 30. Juli 2014, 19:31 Uhr

### Synchronspringen 10 m
| Platz | Land | Sportlerinnen                                 |
| ----- | ---- | --------------------------------------------- |
| 1     | CAN  | Meaghan Benfeito Roseline Filion              |
| 2     | ENG  | Sarah Barrow Tonia Couch                      |
| 3     | MYS  | Pandelela Rinong Pamg Nur Dhabitah Mohd Sabri |

Datum: 30. Juli 2014, 11:40 Uhr

## Medaillenspiegel
| Platz | Land       | Gold | Silber | Bronze | Gesamt |
| ----- | ---------- | ---- | ------ | ------ | ------ |
| 1     | England    | 4    | 3      | 3      | 10     |
| 2     | Kanada     | 3    | 2      | 2      | 7      |
| 3     | Australien | 2    | 3      | 3      | 8      |
| 4     | Malaysia   | 1    | 2      | 1      | 4      |